# 武器なき斗い
『武器なき斗い』（ぶきなきたたかい）は、1960年（昭和35年）に大東映画が製作・配給した日本映画である。

## 概略
原作は、1959年に中央公論社から出版された西口克己の小説『山宣』である。山宣とは、右翼の凶刃に倒れた労働農民党の代議士・山本宣治のこと。映画化は、西口克己の講演会の後で、大阪市電の勤務者が映画化を提案したのを契機に企画され、製作資金の募金は大阪市交通局の労組、私鉄の労組、大阪総評傘下の労働者が呼びかけて、始まった。没後30周年を記念する映画として、関西在住の3,000人が発起人になり、「山宣映画化実行委員会」を結成し、700万円のカンパが集められた。撮影にあたっては、延べ3,700人にのぼるエキストラが動員された。

## あらすじ
京都府宇治市の料亭花やしきの経営者夫婦のもとに生まれた山本宣治は、同志社大学の講師を務め、性教育の啓発や産児制限運動に関わっていた。やがて労働農民党の京都府連合会委員長となり、第1回普通選挙で当選して代議士となる。治安維持法改正に反対し、国会での質疑を準備している矢先、山本が泊まる東京の旅館に見知らぬ男が訪ねてくる。

## スタッフ
- 監督：山本薩夫
- 製作：角正太郎、伊藤武郎
- 原作：西口克己
- 脚本：依田義賢、山形雄策
- 撮影：前田実
- 音楽：林光
- 美術：久保一雄
- 録音：安惠重遠
- 編集：河野秋和

## キャスト
（）内はクレジット上の役名
- 山本宣治（宣治）：下元勉
- 妻千代（妻）：渡辺美佐子
- 山本亀松（父）：東野英治郎
- 山本多年（母）：細川ちか子
- 本田（学生）：中谷一郎
- （書記）：谷育子
- 清（農民）：小沢昭一
- さき（その母）：岸輝子
- 谷（地下党員）：宇野重吉
- 柳（地下党員）：浜田寅彦
- （地下党員）：斎藤美和
- （日農委員長）：大町文夫
- 福原秀雄
- 蓮田：山内明
- （弁護士）：中村俊一
- （支配人）：山村弘三
- 三浦（教授）：信欣三
- 渡辺（教授）：清水将夫
- 長船（大地主）：河原崎長十郎
- 大上（大地主）：小沢栄太郎
- 峯（差配）：松本克平
- （警察署長）：清水元
- （巡査部長）：三島雅夫
- 黒田（七生義団員）：南原宏治
- 望月（内務大臣）：宮口精二
- 秋田（政府委員）：永井智雄
- 杉森（親分）：多々良純
- （教授）：市川男女之助
- 藤崎（助手）：矢野宣
- 北島（刑事）：田中邦衛
- 滝井のおばさん（おばさん）：毛利菊枝
- （芸者）利根はる恵
- 木村：山本学
- 木下サヨ子
- 田中敬子
- 遠藤辰雄
- （刑事）：溝田繁

## エピソード
- 白黒映画だが、戦後のラストシーンだけがパートカラーとなった。様々な労組の組合旗、日本共産党の地方組織の党旗などが写りこんでいる。
- 1960年10月12日、日本社会党委員長・浅沼稲次郎がテロで暗殺された事件の直後の11月8日に公開され、注目されたという[3]。

## 関連文献
- 『年鑑代表シナリオ集 1960年版』（シナリオ作家協会編、ダヴィッド社、1961年）[4]
- 山形雄策「山宣映画『武器なき闘い』製作・上映運動の総括」『前衛』1961年8月号[5]